# Titularbistum Edessa in Macedonia
Edessa in Macedonia (ital.: Edessa di Macedonia) ist ein Titularbistum der römisch-katholischen Kirche. 
Es geht zurück auf den Bischofssitz in der antiken Stadt Edessa in der Kirchenprovinz Thessalonica.
Die heutige orthodoxe Diözese „Edessa, Pella und Almopia“ im griechischen Makedonien gehört kirchenrechtlich zum Ökumenischen Patriarchat Konstantinopel. 
| Titularbischöfe von Edessa in Macedonia |                               |                                     |                 |                   |
| Nr.                                     | Name                          | Amt                                 | von             | bis               |
| 1                                       | Francesco Bertazzoli          | Kurienbischof                       | 24. Mai 1802    | 16. Mai 1823      |
| 2                                       | Giovanni Battista Marenco SDB | Apostolischer Internuntius          | 7. Januar 1917  | 22. Oktober 1921  |
| 3                                       | Hernando Antiporda            | Weihbischof in Manila (Philippinen) | 19. August 1954 | 13. Dezember 1975 |